# ピック・アップ・ザ・ピーセズ
「ピック・アップ・ザ・ピーセズ」（Pick Up the Pieces）は、アヴェレイジ・ホワイト・バンドが1974年に発表したインストゥルメンタル。

## 概要
1974年7月、シングルA面曲として発表。B面はアイズレー・ブラザーズの1972年のヒット曲「ワーク・トゥ・ドゥ」。同年8月発売のアルバム『アヴェレイジ・ホワイト・バンド』に収録される。
本国イギリスではチャートインすらしなかったが、10月にアメリカでアルバムが発売されると「ピック・アップ・ザ・ピーセズ」は翌1975年2月22日付のビルボード・Hot 100で1位を記録した（1週のみ）。またビルボードのソウル・チャートで5位を記録し 、1975年の年間チャートでは20位を記録した。アメリカでのヒットの余勢をかってイギリスでは6位まで上昇した。
1977年のモントルー・ジャズ・フェスティバルで演奏したときの映像が現在残っている。